# E'Last
E'Last (tiếng Hàn: 엘라스트, phát âm là "El-Last"), trước đây được gọi là EBoyz (이 보이즈), là một nhóm tám thành viên đến từ Hàn Quốc. Được thành lập bởi E Entertainment, họ ra mắt vào ngày 9 tháng 6 năm 2020, với mini album đầu tiên, Day Dream và đĩa đơn chính "Swear" (tiếng Hàn: 기사 의 맹세, tiếng Anh là "Knight's oath", tạm dịch là "lời thể của hiệp sĩ").

## Lịch sử

### 2020: Debut
E'Last là nhóm nhạc đầu tiên của E Entertainment. Tên của họ là viết tắt của "Everlasting", có nghĩa là "Eternity" và "Infinity. Won Hyuk và Wonjun là thí sinh của Produce X 101   và là hai người đầu tiên được giới thiệu vào nhóm EBoyz. Họ đã tham gia vào mùa hè năm 2019 cùng Choi In, Rano và Seungyeop.
Các thành viên đã phát hành chương trình thực tế của riêng họ, có tên là Unlock, trước khi ra mắt. Kênh YouTube chính thức của nhóm đã đăng tải mỗi tập vào thứ Sáu hàng tuần, giới thiệu cuộc sống hàng ngày và quá trình chuẩn bị ra mắt của các chàng trai.
Trong album đầu tay của họ, các thành viên đã nói trong cuộc phỏng vấn rằng Rano, Baekgyeul, Won Hyuk và Wonjun đã tham gia viết và sáng tác bài hát.
Vào ngày 11 tháng 11 năm 2020, họ đã comeback với đĩa đơn mới mang tên Awake. Wonjun không tham gia đợt quảng bá này do việc bận.

## Thành viên
- Choi In (최인)
- Rano (라노)
- Seungyeop (승엽)
- Baekgyeul (백결)
- Romin (로민)
- Won Hyuk (원혁)
- Wonjun (원준)
- Yejun (예준)

## Danh sách đĩa nhạc

### Đĩa đơn (EP)
| Tiêu đề   | Chi tiết                                                                                            | Thứ hạng cao nhất | Doanh số     |
| Tiêu đề   | Chi tiết                                                                                            | KOR               | Doanh số     |
| --------- | --------------------------------------------------------------------------------------------------- | ----------------- | ------------ |
| Day Dream | - Phát hành: ngày 9 tháng 6 năm 2020 - Công ty: E Entertainment - Định dạng: CD, digital download   | 27                | - KOR: 5,877 |
| Awake     | - Phát hành: ngày 11 tháng 11 năm 2020 - Công ty: E Entertainment - Định dạng: CD, digital download | TBA               | TBA          |

### Các Single
| Tiêu đề                     | Năm  | Thứ hạng cao nhất | Album     |
| Tiêu đề                     | Năm  | KOR               | Album     |
| --------------------------- | ---- | ----------------- | --------- |
| "Swear" (기사의 맹세)       | 2020 | —                 | Day Dream |
| "Tears Of Chaos" (눈물자국) | 2020 | TBA               | Awake     |